# Kvalserien till Elitserien i ishockey 1976
Kvalserien till Elitserien i ishockey 1976 spelades för att avgöra vilka lag som skulle få spela i Elitserien 1976/1977. Kvalserien bestod av fyra lag och spelades i sex omgångar. Björklöven (från Umeå) och Örebro kvalificerade sig för Elitserien, medan Mora och Nacka fick fortsätta spela i kommande säsong.

## Slutställning
| Nr | Lag           | S | V | O | F | GM | IM | MS  | P |
| -- | ------------- | - | - | - | - | -- | -- | --- | - |
| 1  | IF Björklöven | 6 | 4 | 1 | 1 | 33 | 21 | +12 | 9 |
| 2  | Örebro IK     | 6 | 4 | 0 | 2 | 41 | 29 | +12 | 8 |
| 3  | Mora IK       | 6 | 3 | 1 | 2 | 32 | 28 | +4  | 7 |
| 4  | Nacka SK      | 6 | 0 | 0 | 6 | 11 | 39 | −28 | 0 |

## Matcher
Omgång 1
- Örebro IK–IF Björklöven 9–5 publik: 6 336
- Mora IK–Nacka SK 3–2 publik: 2 060

Omgång 2
- Nacka SK-Örebro IK 2–5 publik: 576
- IF Björklöven–Mora IK 7–4 publik: 1 987

Omgång 3
- IF Björklöven–Nacka SK 4–2 publik: 2 260
- Mora IK-Örebro IK 6–4 publik: 2 004

Omgång 4
- Nacka SK–IF Björklöven 0–5 publik: 274
- Örebro IK–Mora IK 9–5 publik: 5 954

Omgång 5
- Nacka SK–Mora IK 1–9 publik: 187
- IF Björklöven-Örebro IK 7–1 publik: 3 165

Omgång 6
- Mora IK–IF Björklöven 5–5 publik: 2 549
- Örebro IK–Nacka SK 13–4 publik: 2 063